# Krezilas
Krezílas (grško Κρησίλας), starogrški kipar iz 5. stoletja pr. n. št. je bil doma s Kidonije, današnje Hanije (Chania) na Kreti. 
Deloval je v Atenah med peloponeško vojno. Izdelal je doprsni kip Perikleja, od katerega pa so v ruševinah na Akropoli našli le podnožje. 
Njegova upodobitev umirajoče Amazonke se je tudi ohranila le v kopiji in je v Vatikanskem muzeju. Več kipov ranjenih žena in mož je izdelal po naročilu iz Efeza v konkurenci z najznamenitejšimi starogrškimi kiparji, Fidijo in Poliklejtom.